# Dipleurinodes mineti
Dipleurinodes mineti là một loài bướm đêm trong họ Crambidae.